# Garisenda
La Garisenda o Carisenda es una alta torre situada en la ciudad de Bolonia (Italia), que tiene la peculiaridad de que se encuentra inclinada, al igual que la famosa torre de Pisa ( 4 grados, 0,5 grados más que la de Pisa). Recibe su nombre por haber sido mandada construir por la familia Garisendi.
Se trata de una torre de planta cuadrada que data del siglo XII, con 48 metros de altura en la actualidad, si bien medía inicialmente unos 60 metros. En el siglo XIV se modificó al ceder el terreno sobre el que se asentaba, causando que se inclinara. Tiene un grado de inclinación con respecto a la vertical de 3,2 metros. 
La torre Garisenda es famosa por haber sido citada por Dante varias veces, tanto en la Divina Comedia, como en sus Rimas. 
En octubre de 2023, el área alrededor de la torre fue acordonada como medida de precaución después de que se detectaron oscilaciones anormales. A principios de diciembre de 2023 se iniciaron las obras de construcción de un muro de cinco metros de altura para proteger a los transeúntes y los edificios cercanos de la caída de piedras o incluso del colapso total de la torre. La administración municipal de Bolonia calificó la situación de “muy crítica”. Se estimó que la duración de las medidas de estabilización y protección alrededor de la torre duraría varios años.